# Eureka (Montana)
Eureka – miasto w Stanach Zjednoczonych, w stanie Montana, w hrabstwie Lincoln.

## Klimat
Miasto leży w strefie klimatu kontynentalnego, subarktycznego, ze srogą zimą, brakiem pory suchej i chłodnym latem, należącego według klasyfikacji Köppena do strefy Dfc. Średnia temperatura roczna wynosi 5,7°C, a opady 426,7 mm (w tym 125,7 cm śniegu). Średnia temperatura najcieplejszego miesiąca - lipca wynosi 17,7°C, natomiast najzimniejszego stycznia -6,6°C. Najwyższa zanotowana temperatura wyniosła 41,7°C, natomiast najniższa -45°C. Miesiącem o najwyższych opadach jest czerwiec o średnich opadach wynoszących 63,5 mm, natomiast najniższe opady są w lutym i wynoszą średnio 25,4 mm.